# Berberis giraldii
Berberis giraldii là một loài thực vật có hoa trong họ Hoàng mộc. Loài này được Hesse mô tả khoa học đầu tiên năm 1913.